# Filip II (cesarz rzymski)
Filip II (Młodszy), Marcus Iulius Severus Philippus (ok. 237–249) – syn cesarza rzymskiego Filipa I Araba i Otacylii Sewery. 
Tytuł cezara otrzymał w 244 (po objęciu władzy przez ojca), a tytuł augusta  w roku 247, jako 10-letni. Po śmierci ojca w bitwie pod Weroną we wrześniu 249 roku, przebywający w Rzymie Filip II został zamordowany przez pretorianów na rozkaz nowego cesarza Decjusza.